# Mumij Troll
Mumij Troll (ry: Мумий Тролль, en: Mumiy Troll) är ett ryskt rockband bildat 1983 i Vladivostok av lingvisten Ilja Lagutenko. Namnet i sig har ingen mening på ryska men refererar till Tove Janssons mumintroll.

## Historik
Gruppen började som ett garageband under Sovjetunionens sista år. Förutsättningarna för rockmusik hade då blivit bättre under glasnostperioden och bandet lyckades göra stor succé i hemstaden Vladivostok. Gruppen hade ett uppehåll då Lagutenko åkte utomlands för att arbeta, men 1997 återförenades bandet och släppte sitt första officiella album: Морская (Morskaja betyder marin). Musikstilen, som är en mix mellan Lagutenkos udda framtoning och sång samt melodisk hårdrock, blev mycket populär.
Sju månader senare släpps deras andra album, Ikra (Икра, kaviar) som även det blev en stor framgång. Förutom några singlar tog det hela tre år innan bandet släppte sitt nästa album med mer poporienterad musik.
Gruppen kvarstår än idag som ett av Rysslands mest populära band.
Mumij Troll representerade Ryssland under Eurovision Song Contest 2001 i Köpenhamn och slutade tolva med låten Lady Alpine Blue.
Bandet har en betydande publik i Skandinavien och framträdde på No Name Fever exhibition for AIDS Göteborg 2006.

## Medlemmar
- Ilja Lagutenko: sång, gitarr
- Jevgenij "Sdvig" Zvidennyj: bas
- Oleg Pungin: trummor
- Jurij Tsaler: gitarr, keyboard, saxofon

## Diskografi
- Novaja luna aprelja (Новая луна апреля, Nymåne i april) — utgiven på band 1985
- Delaj Ju-Ju (Делай Ю-Ю) — 1990
- Morskaja (Морская) — första studioalbumet 1997
- Ikra (Икра, Kaviar) — andra studioalbumet 1997
- Shamora - pravda o Mumijach i Trolljach (Шамора. Правда о Мумиях и Троллях) — samlingsskiva 1998
- S novym godom, Kroshka! (С Новым Годом, Крошка!, Gott nytt år, Baby!) — minialbum 1998
- Totjno rtut' aloe (Точно Ртуть Алоэ) — tredje studioalbumet 2000
- Meamury (Меамуры) — fjärde studioalbumet 2002
- Pochititeli knig (Похитители Книг) — soundtrack
- Slijanije i pogloshchenije (Слияние и Поглощение) — femte studioalbumet 2005
- Amba (Амба) — sjätte studioalbumet 2007
- 8 — åttonde studioalbumet 2008
- Redkije zemli (Редкие земли) — nionde studioalbumet 2010
- Vladivostok — första engelskspråkiga studioalbumet 2012
- SOS matrosu (SOS матросу) — tionde studioalbumet 2013
- Piratskije kopii (Пиратские копии) — elfte studioalbumet 2015
- Malibu Alibi — andra engelskspråkiga studioalbumet 2016
- VOSTOK X SEVEROZAPAD (ВОСТОК Х СЕВЕРОЗАПАД) — tolfte studioalbumet 2018
- Prizraki Zavtra (Призраки Завтра) — trettonde studioalbumet 2020
- Posle zla (После зла) — fjortonde studioalbumet 2020